# Chiesa di Santa Fosca (Venezia, Cannaregio)
La chiesa di Santa Fosca è un edificio religioso della città di Venezia, situato nel sestiere di Cannaregio. Adiacente alla Strada Nova, si affaccia sul campo omonimo, di fronte al monumento a Paolo Sarpi.

## Storia
Fondata attorno al X secolo, subì vari interventi. L'aspetto attuale risale alla riedificazione della prima metà del XVIII secolo. La facciata attuale fu realizzata grazie all'intervento finanziario della nobile famiglia Donà (i lavori furono iniziati nel 1733 e si conclusero forse nel 1741). Il progetto è dell'architetto Domenico Rossi con uno schema semplice.
È attualmente una chiesa vicariale compresa nella parrocchia di San Marcuola (vicariato di Cannaregio-Estuario, patriarcato di Venezia).

## Descrizione
Il semplice schema  architettonico mostra un grande timpano sostenuto da quattro semicolonne, con un grande portale sormontato da un coronamento curvilineo.
L'interno si presenta ad unica navata con quattro altari alle pareti e presbiterio in forma quadrata.
Le decorazioni sono opere di autori minori del XVII e XVIII secolo.

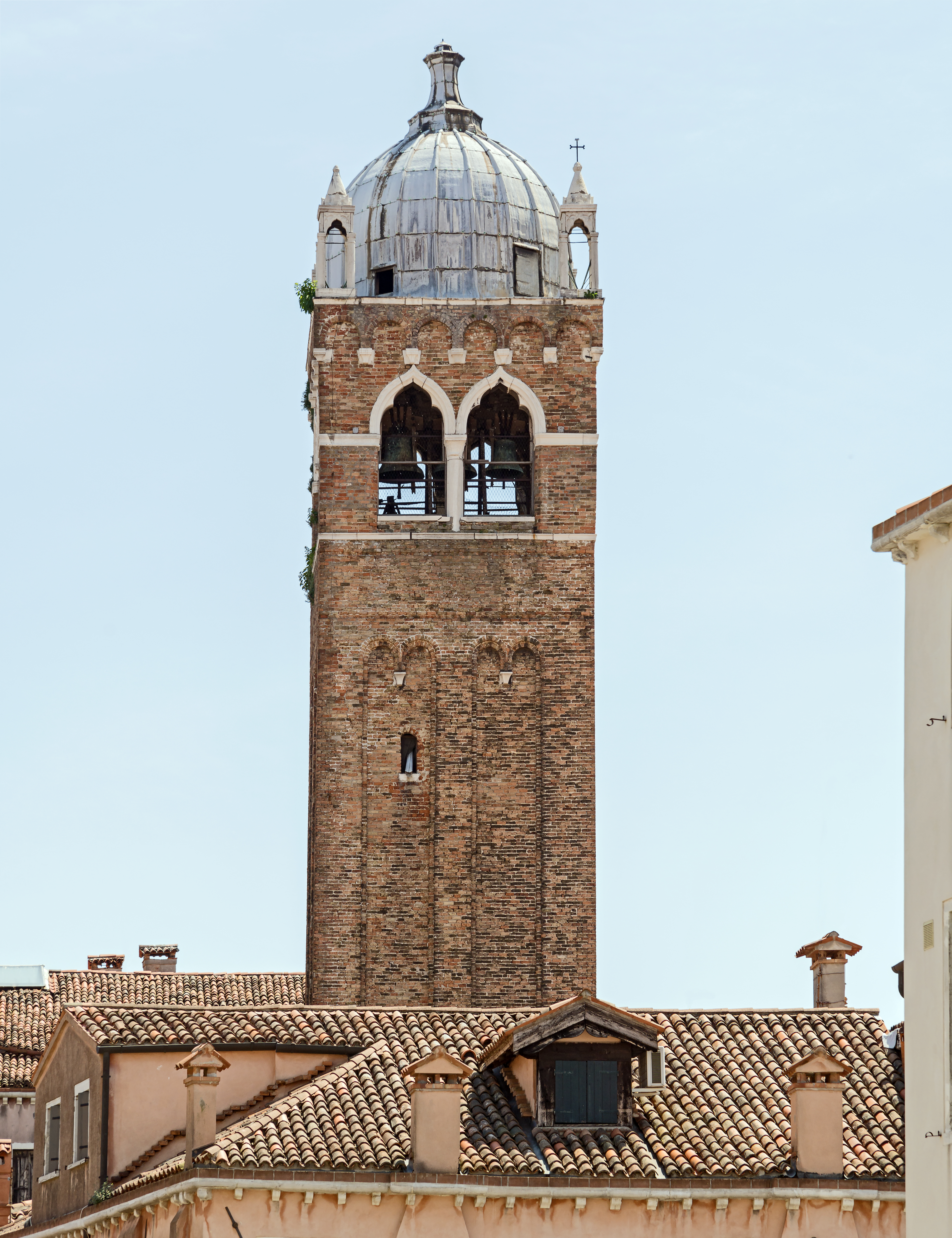
Il campanile
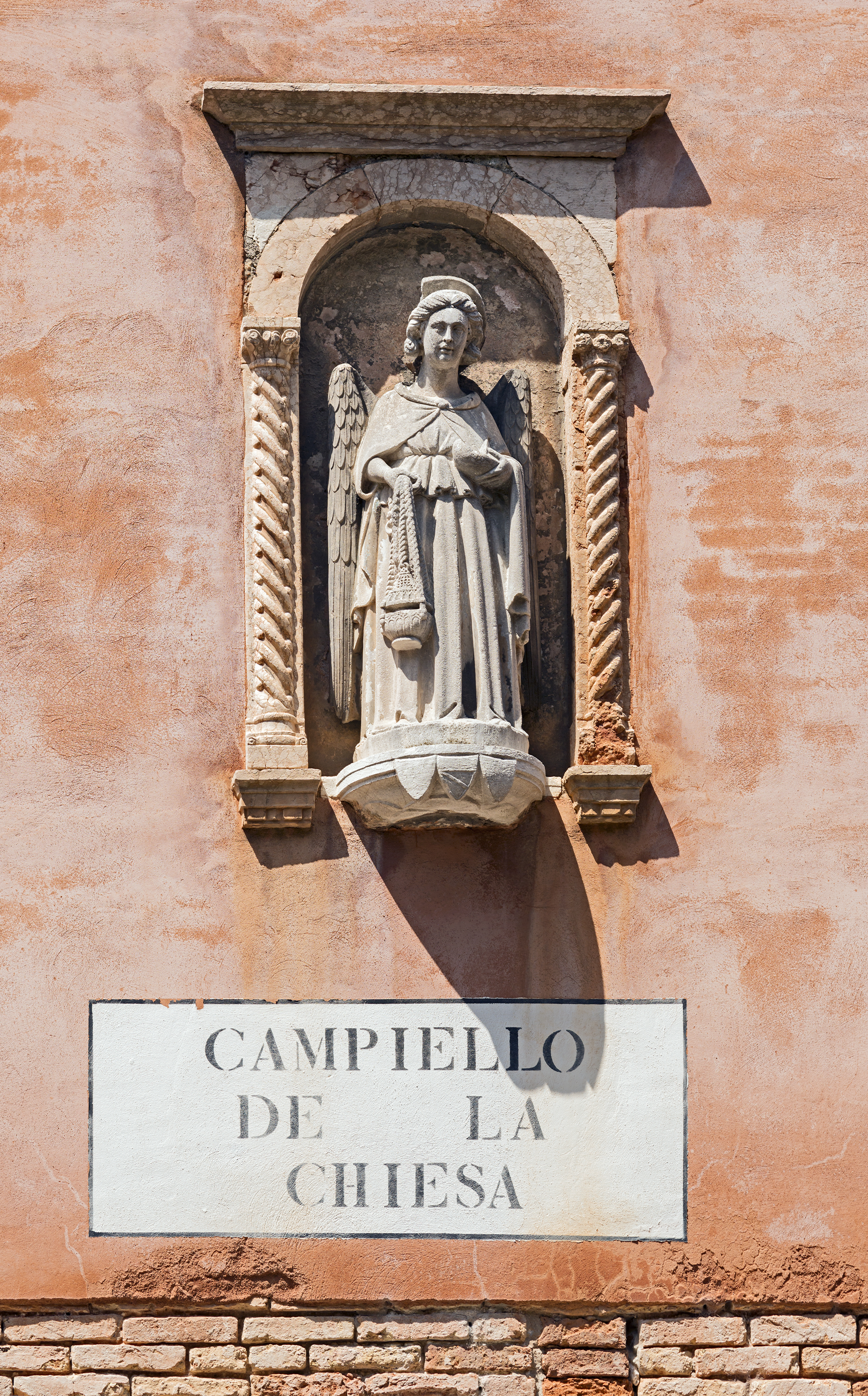
Angelo turiferario duecentesco